# 강세형
강세형(姜世馨, 1899년 6월 21일 ~ 1960년 8월 5일)은 대한민국의 국회의원이었다. 전라북도 익산 출생이며, 원적지는 충청남도 논산군 강경면이다.
균학자 김삼순 박사의 부군이며, 대한민국 국무총리를 지낸 이회창의 이모부이다.
3.1 운동에 관여한 혐의로 투옥되었으며 일본을 거쳐 독일 베를린 대학교에 유학을 다녀왔다. 히틀러 유겐트의 찬미자로 발두어 폰 시라흐와 친분관계가 있었으며 이범석에게 나의 투쟁을 전달하였다. 해방후에는 조선민족청년단에서 지정학, 국제유대인 문제에 대해 강의했다.

## 약력
- 일본 와세다 대학 정치경제학과 학사
- 독일 베를린 대학교 대학원 철학과 철학석사
- 독일 베를린 대학교 대학원 철학과 철학박사
- 동경 일독문화협회 주임(1941)
- 독일통신사(OCB)부사장
- 동국대학 철학교수
- 국방부 정훈국장
- 대한학술원 위원장

## 가족 관계
- 아내: 김삼순(金三純, 1909년 2월 3일 - 2001년 12월 11일) 균학자

## 역대 선거 결과
|  | 11.49% |

|  | 40.51% |

|  | 36.87% |

|  | 13.95% |

## 참고 자료
- 강세형 - 대한민국헌정회
- Hoffmann, Frank (2015). 《Berlin Koreans and Pictured Koreans》 (PDF). Koreans and Central Europeans: Informal Contacts up to 1950, vol. 1. Vienna: Praesens. ISBN 978-3-7069-0873-3.